# Ruslan Seiljanov
Ruslan Seiljanov (en kazajo: Руслан Сейілханов; 30 de octubre de 1972) es un deportista kazajo que compitió en judo.
Ganó una medalla en los Juegos Asiáticos de 1998 y tres medallas en el Campeonato Asiático de Judo entre los años 1996 y 2000.

## Palmarés internacional
| Juegos Asiáticos    | Juegos Asiáticos             | Juegos Asiáticos  | Juegos Asiáticos |
| Año                 | Lugar                        | Medalla           | Categoría        |
| ------------------- | ---------------------------- | ----------------- | ---------------- |
| 1998                | Bangkok (Tailandia)          | Medalla de bronce | –81 kg           |
| Campeonato Asiático |                              |                   |                  |
| Año                 | Lugar                        | Medalla           | Categoría        |
| 1996                | Ciudad Ho Chi Minh (Vietnam) | Medalla de bronce | –78 kg           |
| 1997                | Manila (Filipinas)           | Medalla de bronce | –78 kg           |
| 2000                | Osaka (Japón)                | Medalla de plata  | –81 kg           |